# Westhoughton
Westhoughton es un pueblo y una parroquia civil en Inglaterra del municipio metropolitano de Bolton, en Gran Mánchester. Está a cuatro millas al sur de Bolton, a cinco al este de Wigan y a trece al noroeste de Mánchester.
Es un condado histórico de Inglaterra, y uno de los centros de las minas de carbón, el hilado y la manufactura textil. Actualmente residen un total de 23.056 habitantes, que aumentó el censo de 2011 a 24.974.
Westhoughton incorpora numerosas aldeas con sus características distintivas, como los deportes tradicionales y sus estaciones ferroviarias. Incluye Wingates, famosa por la Wingates Band, White Horse, Over Hulton, Four Gates, Chequerbent, destruido por la autovía M61, Hunger Hill, Snydale, Hart Common, Marsh Brook, Daisy Hill y Dobb Brow.